# Grossoeuvre
Grossoeuvre é uma comuna francesa na região administrativa da Normandia, no departamento de Eure. Estende-se por uma área de 16,33 km². Em 2010 a comuna tinha 1 265 habitantes (densidade: 77,5 hab./km²).